# Campeonato Acriano de Futebol de 2023
O Campeonato Acriano de Futebol de 2023 foi a 96.ª edição da principal divisão do futebol acriano e a 78.ª organizada pela Federação de Futebol do Estado do Acre (FFAC). Teve o Rio Branco-AC como campeão e o Humaitá como o vice-campeão. Pedro Henrique, do Galvez, foi o maior goleador do torneio, com 11 gols.

## Regulamento
| Primeiro turno |
| --- |
| As equipes serão divididas em dois grupos, “A” e “B”, grupo “A” com seis equipes e grupo “B” com cinco equipes, que jogarão entre si nos respectivos grupos. Classificando as três equipes melhores colocadas por pontos ganhos de cada grupo para o segundo turno. |

| Segundo turno |
| --- |
| As equipes classificadas dos grupos “A” e “B” formarão o grupo “C”, que jogarão entre si no respectivo grupo. Ao final do turno a equipe que somar o maior número de pontos ganhos será proclamado campeã do Campeonato Acriano de Futebol Profissional de 2023 e a vice será a segunda colocada. As equipes dos grupos “A” e “B” classificadas para o segundo turno, iniciarão o respectivo turno com zero pontos. |

| Critério de desempate |
| --- |
| Em caso de empate em pontos ganhos entre duas ou mais associações ao final de cada turno, o desempate, para efeito de classificação, será efetuado observando-se os critérios abaixo: 1. Conquistado o maior número de vitórias; 2. Obtido o maior saldo de gols; 3. Marcado o maior número de gols; 4. Tiver sofrido o menor número de gols; 5. Vencido no confronto direto (no turno em disputa); 6. Menor número de cartões vermelhos; 7. Menor número de cartões amarelos e 8. uma partida extra; se a mesma terminar empatada haverá decisão por pênaltis. O campeonato em suas fases será regido, para efeito de classificação das associações, pelo sistema de pontos ganhos observando-se os seguintes critérios: 1. Por vitória – três pontos ganhos; 2. Por empate – um ponto ganho; |

A associação campeã e a vice-campeã serão os representantes do Acre na Copa do Brasil de 2024, Série D de 2024 e Copa Verde de 2024. Caso haja desistência ou impedimento da campeã, de participar das competições, a vaga será assumida obedecendo-se o critério técnico de classificação, computado – se somente os jogos do segundo turno do presente campeonato.

## Participantes
| Equipe            | Cidade            | Fundação              | Títulos (último) |
| ----------------- | ----------------- | --------------------- | ---------------- |
| ADESG             | Senador Guiomard  | 26 de janeiro de 1982 | 1 (de 2006)      |
| Andirá            | Rio Branco        | 1 de novembro de 1964 | 0 (não possui)   |
| Atlético Acreano  | Rio Branco        | 27 de abril de 1952   | 9 (em 2019)      |
| Galvez            | Rio Branco        | 3 de julho de 2011    | 1 (em 2020)      |
| Humaitá           | Porto Acre        | 15 de março de 2003   | 1 (em 2022)      |
| Independência     | Rio Branco        | 2 de agosto de 1946   | 11 (em 1998)     |
| Náuas             | Cruzeiro do Sul   | 19 de outubro de 1923 | 0 (não possui)   |
| Plácido de Castro | Plácido de Castro | 3 de novembro de 1979 | 1 (em: 2013)     |
| Rio Branco        | Rio Branco        | 8 de junho de 1919    | 48 (em 2021)     |
| São Francisco     | Rio Branco        | 10 de abril de 1967   | 0 (não possui)   |
| Vasco da Gama     | Rio Branco        | 28 de junho de 1952   | 3 (em 2001)      |

| Fonte: FFAC |

## Primeiro turno

### Classificação do Grupo A
| Pos. | Equipe            | PG | J | V | E | D | GP | GS | SG  | %  | Classificação                  |
| ---- | ----------------- | -- | - | - | - | - | -- | -- | --- | -- | ------------------------------ |
| 1    | Humaitá           | 12 | 5 | 4 | 0 | 1 | 17 | 3  | +14 | 80 | Classificados ao Segundo Turno |
| 2    | Independência     | 12 | 5 | 4 | 0 | 1 | 11 | 3  | +8  | 80 | Classificados ao Segundo Turno |
| 3    | Rio Branco-AC     | 12 | 5 | 4 | 0 | 1 | 8  | 5  | +3  | 80 | Classificados ao Segundo Turno |
| 4    | Plácido de Castro | 6  | 5 | 2 | 0 | 3 | 12 | 14 | –2  | 40 |                                |
| 5    | ADESG             | 3  | 5 | 1 | 0 | 4 | 4  | 14 | –10 | 20 |                                |
| 6    | Andirá            | 0  | 5 | 0 | 0 | 5 | 5  | 18 | –13 | 0  |                                |

| Fonte: FFAC — GE |
| Regras para classificação: 1) mais pontos; 2) mais vitórias; 3) melhor saldo de gols; 4) mais gols pró; 5) menos gols sofridos; 6) confronto direto; 7) menos cartões vermelhos; 8) menos cartões amarelos; 9) jogo extra. |

### Classificação do Grupo B
| Pos. | Equipe           | PG | J | V | E | D | GP | GS | SG  | %  | Classificação                  |
| ---- | ---------------- | -- | - | - | - | - | -- | -- | --- | -- | ------------------------------ |
| 1    | São Francisco-AC | 10 | 4 | 3 | 1 | 0 | 12 | 7  | +5  | 83 | Classificados ao Segundo Turno |
| 2    | Galvez           | 8  | 4 | 2 | 2 | 0 | 16 | 5  | +11 | 67 | Classificados ao Segundo Turno |
| 3    | Atlético Acreano | 7  | 4 | 2 | 1 | 1 | 12 | 6  | +6  | 58 | Classificados ao Segundo Turno |
| 4    | Náuas            | 3  | 4 | 1 | 0 | 3 | 6  | 13 | –7  | 25 |                                |
| 5    | Vasco-AC         | 0  | 4 | 0 | 0 | 4 | 4  | 19 | –15 | 0  |                                |

| Fonte: FFAC — GE |
| Regras para classificação: 1) mais pontos; 2) mais vitórias; 3) melhor saldo de gols; 4) mais gols pró; 5) menos gols sofridos; 6) confronto direto; 7) menos cartões vermelhos; 8) menos cartões amarelos; 9) jogo extra. |

### Resultados
- Todos os jogos seguirão o horário local (2 horas a menos que o horário de Brasília).[4][7]
- O início da competição foi remarcada do dia 25 de fevereiro para 4 de março em virtude dos jogos das equipes acreanas nas oitavas de final da Copa Verde.[8]
- A seguir temos os resultados em detalhes de todos os jogos do primeiro turno do campeonato:[6][7]

| 5 de março | Humaitá                                                                      | 6 – 0 | Andirá | Rio Branco         |  |
| 15:00      | Aldair 11' · Fernando Brito 33', 48' · Marcos Willard 43' · Alesson 63', 93' |       |        | Estádio: Florestão |  |

| 5 de março | São Francisco-AC                                         | 4 – 1 | Vasco-AC     | Rio Branco         |  |
| 17:00      | Geovani 06' (p), 44' · Gabriel Pinto 26' · Wanderson 41' |       | Franklin 75' | Estádio: Florestão |  |

| 7 de março | ADESG | 0 – 4 | Independência                                             | Rio Branco         |  |
| 17:00      |       |       | Ruan Palmares 10', 61' · Pablo Luiz 49' · Alex Sandro 91' | Estádio: Florestão |  |

| 7 de março | Rio Branco-AC        | 1 – 0 | Plácido de Castro | Rio Branco         |  |
| 19:00      | Matheus Malveira 95' |       |                   | Estádio: Florestão |  |

| 11 de março | Atlético Acreano                                                   | 6 – 1 | Vasco-AC     | Rio Branco         |  |
| 15:00       | Paulo Orestes 46', 67', 71' · Bruno Eduardo 77', 82' · Ajaciel 78' |       | Franklin 07' | Estádio: Florestão |  |

| 11 de março | Galvez                                                                                           | 7 – 2 | Náuas                           | Rio Branco         |  |
| 17:00       | William Radamés 08' (p), 46', 94' · Pedro Henrique 57', 77' · Luís Antônio 58' · João Victor 87' |       | William Araújo 19' (p), 89' (p) | Estádio: Florestão |  |

| 14 de março | Andirá           | 1 – 2 | ADESG                                 | Rio Branco         |  |
| 17:00       | Wellyton 91' (p) |       | Arílson Tiago 38' · Renner Salles 51' | Estádio: Florestão |  |

| 14 de março | Humaitá                                     | 2 – 0 | Independência | Rio Branco         |  |
| 19:00       | Fernando Brito 37' · Felipe Evangelista 68' |       |               | Estádio: Florestão |  |

| 18 de março | Náuas     | 1 – 2 | São Francisco-AC                       | Rio Branco         |  |
| 15:00       | André 69' |       | Wanderson 51' · Brener de Oliveira 56' | Estádio: Florestão |  |

| 18 de março | Galvez             | 1 – 1 | Atlético Acreano     | Rio Branco         |  |
| 17:00       | Pedro Henrique 95' |       | José Marllon 30' (p) | Estádio: Florestão |  |

| 21 de março | Rio Branco-AC | 0 – 1 | Independência     | Rio Branco         |  |
| 17:00       |               |       | Ruan Palmares 50' | Estádio: Florestão |  |

| 21 de março | Plácido de Castro     | 1 – 7 | Humaitá                                                                                       | Rio Branco         |  |
| 19:00       | William Schneider 86' |       | Yarles 05' · Alesson 20' · Fernando Brito 43' (p), 46' · Aldair 71', 84' · Euder da Silva 75' | Estádio: Florestão |  |

| 25 de março | Andirá        | 1 – 5 | Plácido de Castro                                                                       | Rio Branco         |  |
| 15:00       | Cristiano 91' |       | Pablo Henrique 49' (p), 76' · Francisco 56' · João Marcos 73' · Gabriel de Oliveira 90' | Estádio: Florestão |  |

| 25 de março | Vasco-AC                        | 2 – 3 | Náuas                                  | Rio Branco         |  |
| 17:00       | Fernando 25' · Franklin 92' (p) |       | Daniel Matheus 22' · Amarildo 27', 43' | Estádio: Florestão |  |

| 29 de março | ADESG            | 1 – 2 | Rio Branco-AC                       | Rio Branco         |  |
| 17:00       | Jeferson 57' (p) |       | Joel Campelo 28' · Marcos Costa 53' | Estádio: Florestão |  |

| 29 de março | Atlético Acreano                         | 3 – 4 | São Francisco-AC                               | Rio Branco         |  |
| 19:00       | Ajaciel 36' (p) · Paulo Orestes 75', 90' |       | Jardson 10' · Wanderson 12', 68' · Geovani 51' | Estádio: Florestão |  |

| 1 de abril | Vasco-AC | 0 – 6 | Galvez                                                             | Rio Branco         |  |
| 15:00      |          |       | Pedro Henrique 06', 07', 22', 75' · Luís Antônio 30' · Radamés 33' | Estádio: Florestão |  |

| 1 de abril | Independência      | 2 – 1 | Andirá     | Rio Branco         |  |
| 17:00      | Kaike 22' · P4 94' |       | Israel 39' | Estádio: Florestão |  |

| 4 de abril | Plácido de Castro                                                                   | 6 – 1 | ADESG       | Rio Branco         |  |
| 17:00      | William Schneider 02' · Felipe Araújo 33' · João Marcos 54', 76', 88' · Gustavo 67' |       | Aurélio 83' | Estádio: Florestão |  |

| 4 de abril | Humaitá     | 1 – 2 | Rio Branco-AC                 | Rio Branco         |  |
| 19:00      | Alesson 49' |       | Marllon 21' · Thiago Lima 62' | Estádio: Florestão |  |

| 8 de abril | Náuas | 0 – 2 | Atlético Acreano                      | Rio Branco         |  |
| 15:00      |       |       | Paulo Orestes 05' · Diogo Azevedo 97' | Estádio: Florestão |  |

| 8 de abril | São Francisco-AC                | 2 – 2 | Galvez                  | Rio Branco         |  |
| 17:00      | Antônio Silva 70' · Geovani 82' |       | Pedro Henrique 48', 55' | Estádio: Florestão |  |

| 10 de abril | Independência                                | 4 – 0 | Plácido de Castro | Rio Branco         |  |
| 16:00       | Tanque 05', 74' · Pereira 33' · Leonardo 82' |       |                   | Estádio: Florestão |  |

| 11 de abril | Andirá               | 2 – 3 | Rio Branco-AC                       | Rio Branco         |  |
| 17:00       | Yan 54' · Israel 73' |       | Alifi 09' · Bahia 49' · Vitinho 91' | Estádio: Florestão |  |

| 11 de abril | ADESG | 0 – 1 | Humaitá     | Rio Branco         |  |
| 19:00       |       |       | Alesson 65' | Estádio: Florestão |  |

## Segundo turno

### Classificação
| Pos. | Equipe           | PG | J | V | E | D | GP | GS | SG | %  | Classificação                                                         |
| ---- | ---------------- | -- | - | - | - | - | -- | -- | -- | -- | --------------------------------------------------------------------- |
| 1    | Rio Branco-AC    | 13 | 5 | 4 | 1 | 0 | 6  | 0  | +6 | 83 | Classificado para Série D 2024, Copa Verde 2024 e Copa do Brasil 2024 |
| 2    | Humaitá          | 10 | 5 | 3 | 1 | 1 | 9  | 5  | +4 | 83 | Classificado para Série D 2024, Copa Verde 2024 e Copa do Brasil 2024 |
| 3    | Galvez           | 8  | 5 | 2 | 2 | 1 | 7  | 2  | +5 | 53 |                                                                       |
| 4    | Independência    | 6  | 5 | 2 | 0 | 3 | 8  | 11 | –3 | 40 |                                                                       |
| 5    | Atlético Acreano | 3  | 5 | 1 | 0 | 4 | 3  | 8  | –5 | 20 |                                                                       |
| 6    | São Francisco-AC | 3  | 5 | 1 | 0 | 4 | 6  | 13 | –7 | 20 |                                                                       |

| Fonte: FFAC — GE |
| Regras de desempate: 1) mais vitórias; 2) melhor saldo de gols; 3) mais gols pró; 4) menos gols sofridos; 5) confronto direto; 6) menos cartões vermelhos; 7) menos cartões amarelos; 8) jogo extra. |

### Resultados
| 15 de abril | Rio Branco                     | 2 — 0 | São Francisco | Rio Branco         |  |
| 16:00       | Arthur 20' · João Custódio 56' |       |               | Estádio: Florestão |  |

| 16 de abril | Independência  | 1 — 3 | Atlético Acreano                 | Rio Branco         |  |
| 15:00       | Pablo Luiz 33' |       | Leandro 44', 68' · Jefferson 93' | Estádio: Florestão |  |

| 16 de abril | Galvez              | 1 — 1 | Humaitá   | Rio Branco         |  |
| 17:00       | William Radamés 62' |       | Jomar 96' | Estádio: Florestão |  |

| 19 de abril | São Francisco | 1 — 3 | Humaitá                                                           | Rio Branco         |  |
| 15:00       | Wanderson 19' |       | Eduardo Vieira 02' · Fernando Brito 62' (p) · Felipe Ferreira 77' | Estádio: Florestão |  |

| 19 de abril | Rio Branco        | 1 — 0 | Atlético Acreano | Rio Branco         |  |
| 17:00       | João Custódio 02' |       |                  | Estádio: Florestão |  |

| 20 de abril | Independência | 1 — 0 | Galvez | Rio Branco         |  |
| 16:00       | Wanderson 78' |       |        | Estádio: Florestão |  |

| 22 de abril | Atlético Acreano | 0 — 1 | Humaitá            | Rio Branco         |  |
| A definir   |                  |       | Fernando Brito 47' | Estádio: Florestão |  |

| 23 de abril | Rio Branco                   | 2 — 0 | Independência | Rio Branco         |  |
| 15:00       | Thiago Lima 22' · Murilo 61' |       |               | Estádio: Florestão |  |

| 23 de abril | São Francisco | 0 — 4 | Galvez                                                          | Rio Branco         |  |
| 17:00       |               |       | Pedro Henrique 20', 76' · William Radamés 44' (p) · Adriano 47' | Estádio: Florestão |  |

| 26 de abril | Atlético Acreano | 0 — 3 | São Francisco                                         | Rio Branco         |  |
| 19:00       |                  |       | Brener 38' · Wanderson Jordão 49' · Gabriel Serpa 86' | Estádio: Florestão |  |

| 27 de abril | Humaitá                                   | 4 — 2 | Independência           | Rio Branco         |  |
| 16:00       | Alesson 25' · Aldair 61', 67' · Índio 96' |       | Wandinho 16' · Alex 75' | Estádio: Florestão |  |

| 27 de abril | Galvez | 0 — 0 | Rio Branco | Rio Branco         |  |
| 18:00       |        |       |            | Estádio: Florestão |  |

| 30 de abril | Atlético Acreano | 0 — 2 | Galvez                 | Rio Branco         |  |
| 16:00       |                  |       | Tiago 60' · Thalis 94' | Estádio: Florestão |  |

| 30 de abril | Independência               | 4 — 2 | São Francisco             | Rio Branco         |  |
| 18:00       | Wandinho 49', 63', 72', 80' |       | Wanderson Jordão 14', 35' | Estádio: Florestão |  |

| 1 de maio | Humaitá | 0 — 1 | Rio Branco       | Rio Branco         |  |
| 16:00     |         |       | Thiago Dunha 65' | Estádio: Florestão |  |

## Premiação
| Campeonato Acriano de 2023 - Primeira Divisão |
| Rio Branco (Acre)                             |
| --------------------------------------------- |
| Rio Branco-AC Campeão (49.º título)           |